# História do futebol de Minas Gerais
O primeiro clube de Belo Horizonte fundado para a prática do futebol foi o Sport Club Foot-Ball, fundado em 10 de junho de 1904, com os seus fundadores disputando a primeira partida entre os seus dois quadros no dia 3 de outubro do corrente ano, liderados por um carioca, Vítor Serpa, que havia estudado na Suiça, onde teve os primeiros contatos com o futebol.
No rastro desta iniciativa, surgiram outros dois clubes, o Plínio Foot-Ball Club e o Athletico Mineiro, que não deve ser confundido Clube Atlético Mineiro, primeiro clube que prosperou e segue ativo até hoje, e que foi fundado em 25 de março de 1908 por dez estudantes de classe média, oito funcionários públicos, três ourives, um comerciário, um tipógrafo e um viajante, sendo dois deles ingleses e um italiano.
Segundo clube mais antigo de Minas Gerais em atividade, o Villa Nova Atlético Clube foi fundado em 28 de junho de 1908, por operários e mineradores ingleses da Mineração Morro Velho S.A., tendo sido entretanto, o primeiro clube em atividade a entrar nos gramados mineiros, o que ocorreu na partida em que o Villa derrotou o Combinado de Lagoinha, bairro de Belo Horizonte, por por 2 a 1, em Nova Lima, no mesmo dia em que o Leão mineiro foi fundado.
No mês de setembro de 1913 foi inaugurado pelo América Futebol Clube, fundado em 30 de abril de 1912 por estudantes oriundos da elite desta cidade, o primeiro campo de futebol em Belo Horizonte, onde funciona nos dias atuais o Mercado Central. Com o passar dos anos, o América se firmaria como o representante da elite local.
Em 1914 foi fundada uma liga de futebol na cidade Juiz de Fora, que viria posteriormente a organizar o único campeonato citadino em uma cidade do interior por vários anos. Desde 1904, aparecem notícias na imprensa sobre partidas de futebol em Juiz de Fora, embora de forma mais clara, só a partir de 1907. Ata do Colégio Granbery, de 1893, aponta para a realização de um torneio interno. No dia  12 de maio de 1912 foi disputada uma partida entre o Granberyense de Juiz de Fora e o Clube Atlético Mineiro, em Belo Horizonte, com a vitória do primeiro por 5 a 1. Tendo sido realizada mais uma partida em Juiz de Fora no dia 7 de setembro, com vitória do time da casa por 3 a 0, o que demonstra a força do futebol da cidade de de Juiz de Fora naquela época.
A Liga Mineira de Desportos Terrestres (LMDT) foi a primeira entidade federativa estadual, ao ser fundada em 1915, em Belo Horizonte. Embora filiado à Liga Mineira desde 1915, apenas em 1927 o Villa Nova foi aceito como participante do Campeonato Mineiro, então Campeonato da Cidade de Belo Horizonte, sob a alegação de que a distância era grande (15 Km), e dificultaria o deslocamento dos outros clubes até Nova Lima, para que se tenha uma ideia da dificuldade de deslocamento entre as cidades mineiras nas primeiras décadas do século XX.
Terceiro entre os grandes clubes de Belo Horizonte em atividade a ser fundado, o Cruzeiro Esporte Clube apareceu no cenário futebolístico mineiro em 2 de janeiro de 1921, através de iniciativa de desportistas da colônia italiana, ainda com o nome de Societá Sportiva Palestra Itália, com o clube se abrindo para todas as etnias com o decorrer do tempo. No corpo social do Palestra, prevaleciam homens da profissão de pedreiros, policiais, pintores, comerciários e marceneiros,
moradores de fora do perímetro da Avenida do Contorno, onde se formou o primeiro subúrbio da capital mineira.
Considerados os outros clubes campeões mineiros ou de alguma divisão do Campeonato Brasileiro, no dia 26 de março de 1912 foi fundado na cidade de Juiz de Fora o Tupi Football Club, o Uberlândia Esporte Clube em 1 de novembro de 1922, a Associação Atlética Caldense em 7 de setembro de 1925, o Esporte Clube Siderúrgica em 31 de maio de 1930, e o Ipatinga Futebol Clube em 21 de maio de 1998.
Em 30 de janeiro de 1963, a Seleção Mineira venceu a Seleção Carioca por 2 a 1 em pleno Estádio do Maracanã, e conquistou o XXV Campeonato Brasileiro de Seleções Estaduais.
Tendo sido um dos estádios da Copa do Mundo de Futebol de 1950, o Estádio Independência foi o principal estádio de Minas Gerais até a inauguração do Estádio do Mineirão em 1965, fato este que elevou o futebol de Minas Gerais a outro patamar, aumentando muito a arrecadação dos grandes clubes mineiros e abrindo caminho para as maiores conquistas deste estado a partir de então.

## Títulos dos principais clubes mineiros
| Títulos Internacionais oficiais        | Atlético | Cruzeiro | América | Villa Nova | Tupi | Ipatinga |
| -------------------------------------- | -------- | -------- | ------- | ---------- | ---- | -------- |
| Copa Libertadores                      | 1        | 2        | 0       | 0          | 0    | 0        |
| Supercopa                              | 0        | 2        | 0       | 0          | 0    | 0        |
| Copa Conmebol                          | 2        | 0        | 0       | 0          | 0    | 0        |
| Recopa                                 | 1        | 1        | 0       | 0          | 0    | 0        |
| Copa Ouro                              | 0        | 1        | 0       | 0          | 0    | 0        |
| Copa Master                            | 0        | 1        | 0       | 0          | 0    | 0        |
| Títulos nacionais oficiais             | Atlético | Cruzeiro | América | Villa Nova | Tupi | Ipatinga |
| Série A                                | 3        | 4        | 0       | 0          | 0    | 0        |
| Série B                                | 1        | 1        | 2       | 1          | 0    | 0        |
| Série C                                | 0        | 0        | 1       | 0          | 0    | 0        |
| Série D                                | 0        | 0        | 0       | 0          | 1    | 0        |
| Copa do Brasil                         | 2        | 6        | 0       | 0          | 0    | 0        |
| Supercopa do Brasil                    | 1        | 0        | 0       | 0          | 0    | 0        |
| Copa dos Campeões (CBD)                | 1        | 0        | 0       | 0          | 0    | 0        |
| Títulos regionais oficiais             | Atlético | Cruzeiro | América | Villa Nova | Tupi | Ipatinga |
| Copa Sul-Minas                         | 0        | 2        | 1       | 0          | 0    | 0        |
| Copa Centro-Oeste                      | 0        | 1        | 0       | 0          | 0    | 0        |
| Títulos estaduais oficiais             | Atlético | Cruzeiro | América | Villa Nova | Tupi | Ipatinga |
| Campeonato Mineiro                     | 49       | 38       | 16      | 5          | 0    | 1        |
| Supercampeonato Mineiro                | 0        | 1        | 0       | 0          | 0    | 0        |
| Taça Minas Gerais (*)                  | 5        | 5        | 1       | 2          | 1    | 2        |
| Taça Belo Horizonte                    | 3        | 0        | 0       | 0          | 0    | 0        |
| Copa dos Campeões Mineiros             | 0        | 2        | 0       | 0          | 0    | 0        |
| Torneio Incentivo Mineiro - FMF        | 1        | 0        | 0       | 2          | 0    | 0        |
| Torneio da FMF                         | 1        | 0        | 0       | 0          | 0    | 0        |
| Torneio Início                         | 8        | 8**      | 13      | 5          | 0    | 0        |
| Campeonato Mineiro - Módulo II         | 0        | 0        | 1       | 1          | 2    | 1        |
| Títulos municipais oficiais            | Atlético | Cruzeiro | América | Villa Nova | Tupi | Ipatinga |
| Copa Belo Horizonte                    | 1        | 1        | 0       | 0          | 0    | 0        |
| Taça Bueno Brandão                     | 1        | 0        | 0       | 0          | 0    | 0        |
| Campeonato Citadino de Juiz de Fora    | 0        | 0        | 0       | 0          | 23   | 0        |
| Torneio Início da Liga de Juiz de Fora | 0        | 0        | 0       | 0          | 17   | 0        |
| Total de títulos oficiais              | 81       | 76       | 35      | 16         | 44   | 04       |

(*) Inclui turnos de campeonatos. (**) Não inclui torneios início não oficiais pela AMET em 1926 e 1927.

## Títulos do futebol mineiro

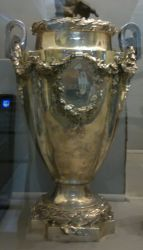
Taça Brasil: o futebol mineiro conquistou a taça em 1966.

### Seleção Mineira
| Nacional | Nacional              | Nacional | Nacional   |
|          | Competição            | Títulos  | Temporadas |
| -------- | --------------------- | -------- | ---------- |
|          | Campeonato Brasileiro | 1        | 1962       |

### Clubes mineiros
| Internacional | Internacional                | Internacional | Internacional                                  |
|               | Competição                   | Títulos       | Temporadas                                     |
| ------------- | ---------------------------- | ------------- | ---------------------------------------------- |
|               | Copa Libertadores da América | 3             | 1976, 1997, 2013                               |
|               | Copa Conmebol                | 2             | 1992, 1997                                     |
|               | Supercopa Libertadores       | 2             | 1991, 1992                                     |
|               | Recopa Sul-Americana         | 2             | 1998, 2014                                     |
|               | Copa Master da Supercopa     | 1             | 1995                                           |
|               | Copa Ouro                    | 1             | 1995                                           |
| Nacional      |                              |               |                                                |
|               | Competição                   | Títulos       | Temporadas                                     |
|               | Série A                      | 7             | 1937, 1966, 1971, 2003, 2013, 2014, 2021       |
|               | Copa do Brasil               | 8             | 1993, 1996, 2000, 2003, 2014, 2017, 2018, 2021 |
|               | Supercopa do Brasil          | 1             | 2022                                           |
|               | Copa dos Campeões (CBD)      | 1             | 1978                                           |
|               | Série B                      | 6             | 1971, 1984, 1997, 2006, 2017, 2022             |
|               | Série C                      | 2             | 2009, 2016                                     |
|               | Série D                      | 2             | 2011, 2014                                     |